# EHC Wetzikon
L'EHC Wetzikon è una squadra svizzera di hockey su ghiaccio con sede a Wetzikon, nel Canton Zurigo. Attualmente milita in Prima Lega.

## Storia
L'EHC Wetzikon è stato fondato nel 1949. Nella stagione 1964-65 fu promosso in Prima Lega, successivamente, durante la stagione 1979-80 avviene la promozione in Lega Nazionale B. Nel 1985 la compagine viene retrocessa in Prima Lega, e, per problemi finanziari, in Terza Lega. Poco dopo la squadra sale in Seconda Lega. Tre anni dopo l'EHC Wetzikon viene ripromosso in Prima Lega, fino al 2012, anno di un'ulteriore retrocessione in Seconda Lega. Nel 2014 la squadra viene promossa per l'ennesima volta in Prima Lega, dove gioca attualmente.